# Hakim Chatar
Hakim Chatar (Lommel, 25 juni 1990) is een Belgische dj. Hij is de oudste broer van Faisal Chatar.

## Biografie
Chatar groeide op in Lommel en verhuisde later naar Gentbrugge.
Hakim was huisdeejay bij onderandere Studio Brussel en draaide samen met zijn broer Faisal meerdere sets op grote festivals. Onder andere op Pukkelpop, Tomorrowland en Rock Werchter traden ze op. Hij treedt ook solo op onder de naam hakimm dat een 'm' meer heeft (ironisch).
Naast zijn dj-carrière kwam Chatar geregeld in de filmpjes van het weekblad Humo voor. Naast zijn liefde voor muziek, heeft hij zijn passie gevonden in het maken van Televisie, en is hij daar zowel voor als achter de schermen te zien. humor draagt hij hoog in het vaandel.
In 2018 deed hij mee aan De Slimste Mens ter Wereld.
In 2020 draaide hij als vaste dj de muziek in het dagelijkse praatprogramma Vandaag.
Op 22 januari 2021 werden de eerste Jamies, de Vlaamse online video awards, uitgedeeld. Chatar won de prijs in de categorie "beste Instagram".
In 2022 heeft hij een boekingskantoor opgestart om jonge dj's/muzikanten te begeleiden in de wereld van de muziek.
In het najaar van 2023 deed hij mee in het vierde seizoen van Celebrity MasterChef Vlaanderen en werd hij tweede.
Chatar heeft ook acteerrollen waaronder met gastoptredens in Match en Dood Spoor. 
In 2025 in de VRT-soapserie Thuis speelt hij Thomas Smith Jr. (Junior), een privédetective ingehuurd door Lowie Bomans (Mathias Vergels) om zijn dochter Polly (diverse baby's) terug te vinden nadat ze ontvoerd en achtergelaten werd door zijn voormalige overleden vriend Bob Sleeckx (Christophe Haddad). Junior is ook de zoon van Thomas Smith (Wouter Van Lierde, in najaar 2001 in Thuis ook te zien als Gino) die met zonder naam werd vermeld in het boek Doodgezwegen (2014) en in april-juni 2015 te zien was. Junior verscheen één keer fysiek in Aflevering 5777 en in 2 andere afleveringen met stem via een telefoongesprek met Lowie. Chatar was ook een terugkerende BV-gast in de podcast Welkom Thuis van Sander Gillis en Cato Peeters.
In ongeveer dezelfde periode was hij ook te zien in een bijrol als Idris in reeks 2 seizoen 5 van de populaire Ketnet-serie #LikeMe.

## Privé
Chatar heeft een relatie met radiopresentatrice Jolien Roets. Ze hebben samen een zoon. In maart 2023 kregen ze ook een dochter.

## Filmografie
| Titel                           | Rol                                    | Jaar       | Medium         | Opmerking                                |
| ------------------------------- | -------------------------------------- | ---------- | -------------- | ---------------------------------------- |
| De Slimste Mens ter Wereld      | Deelnemer                              | 2018       | Play4          | Afleveringen 14-16                       |
| Vandaag                         | Deejay                                 | 2019-2020  | VRT 1          | /                                        |
| Veel Tamtam                     | Deelnemer                              | 2020       | VTM            | Aflevering 4                             |
| Waarheid, durven of doen        | Deelnemer                              | 2021-2022  | VTM            | S1: Aflevering 10 & S2: Aflevering 6     |
| Is er een dokter in de zaal?    | Panellid                               | 2021       | VRT 1          | S3: Aflevering 3                         |
| De dag van vandaag              | deelnemer                              | 2022-2025  | VRT 1          | S1: E18, S2: E22, S3: E30 & S4: E10      |
| Even goeie vrienden             | Deelnemer (duo met Isabelle Van Hecke) | 2022       | VTM            | Afleveringen 10-13 (duo 2) en 15 (duo 1) |
| De Verraders: De Ronde Tafel    | Grote fan                              | 2023       | VTM            | S1: Aflevering 5                         |
| The Big Bang                    | Deelnemer (team groen met Average Rob) | 2023       | VTM            | Aflevering 8                             |
| Celebrity MasterChef Vlaanderen | Deelnemer (eindigde als tweede)        | 2023       | Play4          | Seizoen 4                                |
| Komen Eten                      | Deelnemer                              | 2024       | Play4          | Editie 2024: Week 2: Aflevering 3        |
| De Expeditie: Patagonië         | Deelnemer                              | 2025, 2026 | Streamz/ Play4 | Seizoen 3                                |

| Titel                  | Rol                       | Jaar       | Medium  | Opmerking                                                         |
| ---------------------- | ------------------------- | ---------- | ------- | ----------------------------------------------------------------- |
| Influencers            | Magic Mo                  | 2020       | Play4   | /                                                                 |
| Match                  | Youssef                   | 2021       | VRT MAX | Aflevering 3: Grijp de wijn                                       |
| Liefdestips Aan Mezelf | Medewerker van Gabriël    | 2023       | /       | S1: Aflevering 6: Tip 6: plassen na seks                          |
| Dansaertvlamingen      | Joren, Joost, Seppe       | 2023       | /       | /                                                                 |
| #LikeMe                | Idris                     | 2025-heden | Ketnet  | Seizoen 5 (Reek 2: S1): E2, 4 & 7-11                              |
| Thuis                  | Thomas Smith Jr. (Junior) | 2025       | VRT 1   | Aflevering 5777, 5787 (stem) & 5814 (stem) (S30: E98, 108, & 135) |
| Dood Spoor             | Poetsman                  | 2025       | Streamz | S1: Aflevering 4: Moederkoek                                      |

## Prijzen
| Jaar | Prijs     | Categorie       | Resultaat |
| ---- | --------- | --------------- | --------- |
| 2021 | De Jamies | Beste Instagram | Gewonnen  |